# Alfred von Fiedler
August Alfred von Fiedler (* 6. Juni 1834 in Pillau; † 5. Februar 1906 in Naumburg (Saale)) war ein preußischer Generalmajor.

## Leben

### Herkunft
Alfred war ein Sohn des preußischen Hauptmanns Friedrich August von Fiedler (1781–1838) und dessen Ehefrau Dorothea, geborene Kohrsch (1801–1836).

### Militärkarriere
Nach dem frühen Tod seiner Eltern besuchte Fiedler die Kadettenhäuser in Kulm und Berlin. Anschließend wurde er am 27. April 1852 als charakterisierter Portepeefähnrich dem 5. Infanterie-Regiment der Preußischen Armee in Danzig überwiesen. Bis Mitte Februar 1853 avancierte er zum Sekondeleutnant und war im Spätsommer 1856 für drei Monate zur Gewehrfabrik kommandiert. Von September 1857 bis März 1858 folgte seine Kommandierung zur Zentralturnanstalt sowie von Mitte September 1858 bis Ende April 1859 als Turnlehrer zur Vereinigten Divisionsschule des I. Armee-Korps. Nach einer einjährigen Verwendung als Erzieher am Kadettenhaus in Potsdam stieg Fiedler im November 1860 zum Premierleutnant auf und wurde Ende Februar 1861 in das 8. Ostpreußische Infanterie-Regiment Nr. 45 nach Graudenz versetzt. Als Führer der mobilen 12. Kompanie nahm er 1866 während des Krieges gegen Österreich an den Schlachten bei Trautenau und Königgrätz teil. Noch während des Krieges avancierte Fiedler Ende Juli 1866 zum Hauptmann und Kompaniechef und erhielt für sein Wirken den Roten Adlerorden IV. Klasse mit Schwertern.
Im Krieg gegen Frankreich führte Fiedler 1870/71 die 12. Kompanie in den Schlachten bei Colombey, Gravelotte und Noisseville sowie den Belagerungen von Metz und La Fère. Er wurde mit dem Eisernen Kreuz II. Klasse ausgezeichnet und nach dem Friedensschluss am 13. Februar 1875 unter Beförderung zum Major seinem Regiment aggregiert. Ende Mai 1875 folgte seine Versetzung in das 3. Brandenburgische Infanterie-Regiment Nr. 20 nach Wittenberg. Mitte Dezember 1875 erhielt Fiedler das Kommando über das II. Bataillon, wurde in dieser Eigenschaft Mitte September 1881 Oberstleutnant und rückte Mitte November 1883 zum etatmäßigen Stabsoffizier auf. Unter Stellung à la suite beauftragte man ihn am 16. März 1886 zunächst mit der Führung des 5. Pommerschen Infanterie-Regiments Nr. 42. Am 15. Mai 1886 wurde er Oberst und Regimentskommandeur. Bei Beendigung der Herbstmanöver des II. Armee-Korps erhielt Fiedler Mitte September 1887 den Roten Adlerorden III. Klasse mit Schleife und Schwertern am Ringe.
Am 6. März 1889 wurde Fiedler durch Kaiser Wilhelm II. in den erblichen preußischen Adelsstand erhoben und am 22. Mai 1889 unter Verleihung des Charakters als Generalmajor mit der gesetzlichen Pension zur Disposition gestellt. Er verlebte seinen Ruhestand in Naumburg (Saale), wo er am 5. Februar 1906 verstarb.

### Familie
Fiedler verheiratete sich am 8. Februar 1861 in Danzig mit Johanna Gräfin von Rittberg (1837–1869). Nach ihrem Tod heiratete er am 9. Mai 1886 in Wittenberg deren Schwester Elisabeth (1842–1925). Aus der ersten Ehe gingen folgende Kinder hervor:
- Gertrud (1862–1904) ⚭ 1900 Ludolf Müller, preußischer Oberstleutnant
- Friedhelm (1863–1935), preußischer Generalmajor ⚭ 1906 Wera von Schlippe (* 1877)
- Johanna (* 1867)
- Johannes (1868–1914), preußischer Major z. D., gefallen bei Grodtken als Bataillonskommandeur im Landwehr-Infanterie-Regiment Nr. 21[3]